# Rethval Cove
Die Rethval Cove ist eine Nebenbucht des Paal Harbour an der Ostküste von Signy Island im Archipel der Südlichen Orkneyinseln. Ihre Einfahrt liegt zwischen dem Rethval Point im Osten und einer Landmarke unterhalb des Rusty Bluff im Westen.
Der Falkland Islands Dependencies Survey nahm zwischen 1947 und 1950 Vermessungen der Bucht vor. Luftaufnahmen entstanden 1968 durch die Royal Navy. Das UK Antarctic Place-Names Committee benannte sie 2004 in Anlehnung an die Benennung der gleichnamigen Landspitze. Deren Namensgeber ist die im norwegischen Oslo ansässige Aktieselskabet Rethval, welche als erstes Unternehmen zwischen 1911 und 1912 Walfang in den Gewässern um die Südlichen Orkneyinseln betrieben hatte.